# Бой у Пенанга
Бой у Пенанга — морской бой Первой мировой войны, состоявшийся 28 октября 1914 года. Ранним утром немецкий крейсер «Эмден» атаковал и потопил в гавани Пенанга крейсер Российского императорского флота «Жемчуг». Спящая команда «Жемчуга» не оказала практически никакого сопротивления атаке германского рейдера. По «Жемчугу» было выпущено две торпеды и открыт артиллерийский огонь. В результате торпедной атаки произошел взрыв носового снарядного погреба и затопление крейсера. Из 335 человек команды корабля погибло 81, впоследствии умерло 7 и было ранено 122.

## Предыстория

### «Жемчуг»
Вскоре после начала Первой мировой войны возникла необходимость противодействия германским крейсерам на Тихом океане. Под командованием вице-адмирала Максимилиана фон Шпее находилась Германская Восточно-Азиатская крейсерская эскадра, представлявшая серьезную угрозу океанским коммуникациям стран Антанты. Союзники предложили России создать объединённую эскадру для действий в Тихом и Индийском океанах. Несмотря на то, что морской министр адмирал Иван Григорович был категорически против этого, командующему Сибирской флотилией контр-адмиралу Максимилиану фон Шульцу удалось получить личное разрешение императора на присоединение крейсеров «Аскольд» (командир капитан 1 ранга С. А. Иванов 6-й) и «Жемчуг» (командир капитан 2 ранга барон И. А. Черкасов) к союзной английской эскадре вице-адмирала Т.-М. Джеррама.
16 августа 1914 года крейсера прибыли в Гонконг. 19 августа они вышли в море на поиск действовавшего в Индийском океане германского крейсера «Эмден». 22 августа «Жемчуг» направился в одиночное плавание. С 30 августа «Жемчуг» находился в Гонконге, ожидая прибытия транспорта «Амирал Орли», перевозившего из Тяньцзиня французских пехотинцев и резервистов из Китая, а затем повёл его в Хайфон. Там транспорт принял на борт войска, и «Жемчуг» отконвоировал его в Сайгон, и далее в Сингапур, прибыв туда 25 сентября. 30 сентября Черкасов получил у вице-адмирала Т.-М. Джеррама новые инструкции: выйти с конвоем четырёх транспортов в Пенанг, там передать их английскому крейсеру «Ярмут», а самому направиться в крейсерство к Никобарским и Андаманским островам.
13 октября «Жемчуг» прибыл в Пенанг для прохождения чистки и щелочения котлов. Черкасов запрашивал у адмирала Джеррама разрешения зайти для производства этих работ в Сингапур, в чём ему было отказано. Капитан «Жемчуга» пытался настаивать, но, получив повторный отказ, вынужден был идти в незащищённый Пенанг. Все котлы, кроме одного, были выведены из действия, при этом не учли, что оставшийся котёл не мог обеспечить нормального энергоснабжения, в частности, работы снарядных элеваторов и водоотливных средств.
По показаниям офицеров крейсера, в течение всего похода обстановка на корабле была нервозной из-за высокомерия и нетерпимости капитана Черкасова. 14 октября в Пенанг приехала жена Черкасова, и он, сославшись на недомогание, съехал на берег в гостиницу, приказав убрать боезапас в погреба, так как снаряды нагревались из-за высокой температуры наружного воздуха. Старший офицер крейсера Николай Кулибин добился разрешения зарядить два орудия и иметь около них по пять снарядов в кранцах первых выстрелов и элеваторах. Несмотря на то, что боевые действия шли полным ходом, все маяки, входные и створные огни Пенанга светились, как в мирное время.

### «Эмден»
Крейсер «Эмден», входивший в состав эскадры вице-адмирала графа М. фон Шпее, базировавшейся в начале войны на Циндао (Киао-Чао), отделился от неё и ушёл для самостоятельных действий сначала к Цусимскому проливу, где первой жертвой стал русский пассажирский пароход «Рязань», приведённый в Циндао и переоборудованный во вспомогательный крейсер «Корморан». Из Циндао «Эмден» направился в Индийский океан, где захватил и потопил 16 английских транспортов, четыре английских транспорта захватил и отпустил, один греческий и один английский пароход использовал как угольщики. Кроме того, «Эмден» с успехом провёл обстрел нефтяных цистерн в порту Мадраса.
Командир «Эмдена» фрегаттен-капитан Карл фон Мюллер хорошо ориентировался в сложной обстановке военного времени, использовал радиопереговоры противника, показания личного состава захваченных транспортов. Кроме того, «Эмден» вводил в заблуждение, искажая свой силуэт устройством фальшивой четвёртой трубы (английские и японские крейсеры, действовавшие в Индийском океане, были четырёхтрубными) и окраской, похожей на английскую. Узнав на одном из остановленных пароходов, что военные корабли противника базируются в незащищённой гавани Пенанга (ныне — Джорджтаун) и очень плохо охраняются, фон Мюллер 13 октября направил туда свой крейсер.

## Бой
Рано утром 28 октября крейсер «Эмден», поставив фальшивую четвёртую трубу, что делало его силуэт похожим на английский крейсер «Ярмут», вошёл в гавань Пенанга. Патрулировавший вход в гавань миноносец из-за фальшивой трубы принял «Эмден» за английский крейсер и не поднял тревоги. Обнаружив среди торговых судов русский крейсер «Жемчуг», «Эмден» подошёл к нему на 5 кабельтовых, после чего, подняв германский флаг, выпустил по нему торпеду и открыл артиллерийский огонь. Затем, после разворота, «Эмден» выпустил вторую торпеду, от попадания которой «Жемчуг» взорвался и затонул.
Затем, обнаружив французский миноносец «Муске», «Эмден» направился к нему. Так как несмотря на повреждения французский корабль не поднимал белый флаг, «Эмден» обстреливал его до тех пор, пока миноносец не затонул, после чего спас 36 из 76 человек экипажа «Муске». Затем «Эмден» на полной скорости пошёл прочь, преследуемый французским миноносцем «Пистолет». В 10 часов французский корабль был вынужден снизить скорость из-за перегрева подшипника, и германский крейсер оторвался от преследования.

## Последствия
В бою погибли убитыми и утонувшими мичман Сипайло и 85 человек команды русского крейсера. Был тяжело ранен лейтенант Веньяминов, легко ранены лейтенанты Селезнев и Мардарьев. Из спасённых 250 человек команды 112 было ранено.
30 октября «Эмден» пересадил пленных французских моряков на британский пароход «Ньюберн», следовавший из Великобритании в Сингапур.
После возвращения в Россию командир «Жемчуга» и его старший помощник были преданы суду и разжалованы в матросы с лишением орденов. И. А. Черкасов был направлен в Кавказскую армию, за храбрость в боях награждён Георгиевским крестом 4-й степени. По ходатайству А. В. Колчака перед Н. Н. Юденичем в марте или в апреле 1917 года И. А. Черкасову были возвращены чин и ордена. Участвовал в Белом движении, с 1920 года в эмиграции, где в 1921 году произведён в капитаны 1-го ранга.

## Память
В октябре 2013 года военный атташе России в Малайзии провёл серию лекций о Пенангской битве в ряде малайзийских вузов, в том числе в Университете Малайя в рамках читаемого здесь курса по истории и культуре России.